# Sédeilhac
Sédeilhac – miejscowość i gmina we Francji, w regionie Oksytania, w departamencie Górna Garonna.
Według danych na rok 1990 gminę zamieszkiwało 76 osób, a gęstość zaludnienia wynosiła 12 osób/km² (wśród 3020 gmin regionu Midi-Pireneje Sédeilhac plasuje się na 987. miejscu pod względem liczby ludności, natomiast pod względem powierzchni na miejscu 1380.).